# Kris Kross
Kris Kross fue un dúo de mezclas Hip Hop y R&B  de principios de los 90, famosos por usar en sus apariciones la ropa al revés. Los dos miembros de Kris Kross eran Chris Kelly (Atlanta, Georgia, 11 de agosto de 1978-fallecido el 1 de mayo de 2013)  y Chris Smith (Atlanta, Georgia, 10 de enero de 1979). A lo largo de su carrera vendieron 10 Millones de álbumes y 5 millones de Singles.
El cuerpo de Kelly fue encontrado sin vida el 1 de mayo de 2013. Los resultados de los análisis forenses arrojaron que tenía una mezcla de drogas en su organismo cuando falleció.

## Biografía
Fueron descubiertos por Jermaine Dupri en 1991 actuando en un centro comercial. Grabaron su primer álbum, Totally Krossed Out, en 1992, vendiendo alrededor de cuatro millones de copias. Incluía el éxito "Jump", número 1 en las listas de Billboard durante ocho semanas. Gracias a ello, acompañaron al cantante Michael Jackson en su gira por Europa. 
Lanzaron otro disco en 1993, titulado Da Bomb, que no tuvo el mismo éxito que el anterior. Por entonces, dejaron de llevar la ropa al revés.
Como curiosidad en la carrera de Kris Kross, aparecieron en el anuncio de la bebida refrescante Sprite, en 1992-93.
1996, año en que publicaron su último disco: Young, Rich & Dangerous. Aunque sólo tenían 16 y 17 años, los frenéticos años y la experiencia que llevaban a sus espaldas hacían que los Kris Kross parecieran chicos mayores y su estilo se hizo eco de esto.
En Young, Rich & Dangerous se atrevieron a producir y escribir ellos mismos un par de temas (Money, Power and Fame y Hey Sexy). El mejor tema del álbum fue Live and die for hip hop, en el que aparecían como estrellas invitadas Da Brat, Mr. Black, Jermaine Dupri y la fallecida Aaliyah.
Tristemente, este elegante disco no tuvo continuidad y los Kris Kross desaparecieron del mapa. Desde entonces, rumores de todo tipo surgieron a su alrededor. Hace unos cuantos de años aparecieron noticias sobre su regreso. Decían que habían fichado por una nueva discográfica, Judgment Records, incluso se creó una página web en la que aparecían ellos con una imagen "más convencional" (sin trenzas ni adornos). Pero poco después la página se esfumó y nada más se supo. Queda como recuerdo su antigua y prehistórica web en SonyMusic y algún vídeo que circula por la red.
Volvieron a reunirse en 2007 ahora trabajando en diferentes proyectos, pero aún trabajando para JD. En 2008 Chris Smith sacó su primer álbum en solitario, Urbane Expressions. Con respecto a Chris Kelly, ha fundado su propia productora independiente llamada C. Co. Records.
Kelly fue hallado muerto el 1 de mayo de 2013, tenía 34 años de edad, fue trasladado a un hospital de Atlanta tras ser hallado inconsciente en su casa.
Betty Honey, a cargo de la investigación, dijo que el análisis toxicológico había hallado una mezcla de drogas en su organismo. Un informe de la policía señala que la madre de Kelly, Donna Kelly Pratte, había dicho a los investigadores que su hijo consumió heroína y cocaína la noche previa a su muerte. También había dicho que tenía un pasado de abuso de drogas.

## Discografía

### Álbumes de estudio
| Año  | Detalles del álbum                                               | Posición | Posición | Posición | Posición | Posición | Posición | Certificación     |
| Año  | Detalles del álbum                                               | US       | US R&B   | AUS      | AUT      | SWE      | UK       | Certificación     |
| ---- | ---------------------------------------------------------------- | -------- | -------- | -------- | -------- | -------- | -------- | ----------------- |
| 1992 | Totally Krossed Out - Productora: Ruffhouse/Columbia Records     | 1        | 1        | 31       | 7        | 233      | 33       | - CAN: 3x Platino |
| 1993 | Da Bomb - Productora: Ruffhouse/Columbia Records                 | 13       | 2        | —        | —        | —        | —        | - CAN: Oro        |
| 1996 | Young, Rich & Dangerous - Productora: Ruffhouse/Columbia Records | 15       | 2        | —        | —        | —        | —        | - US: Oro         |

### Álbumes recopilatorios
| Año  | Detalles del álbum                                                              |
| ---- | ------------------------------------------------------------------------------- |
| 1996 | Best of Kris Kross Remixed '92 '94 '96 - Productora: Ruffhouse/Columbia Records |
| 1998 | Gonna Make U Jump - Productora: Ruffhouse/Columbia Records                      |

## Sencillos
| Año  | Canción                                                                             | Posición | Posición | Posición | Posición | Posición | Álbum                   |
| Año  | Canción                                                                             | US       | US Rap   | US R&B   | US Dance | UK       | Álbum                   |
| ---- | ----------------------------------------------------------------------------------- | -------- | -------- | -------- | -------- | -------- | ----------------------- |
| 1992 | "Jump"                                                                              | 1        | 1        | 2        | 13       | 2        | Totally Krossed Out     |
| 1992 | "Warm It Up"                                                                        | 13       | 1        | 3        | 23       | 16       | Totally Krossed Out     |
| 1992 | "I Missed the Bus"                                                                  | 63       | 17       | 29       | —        | —        | Totally Krossed Out     |
| 1992 | "It's a Shame"                                                                      | —        | 11       | 55       | —        | 31       | Totally Krossed Out     |
| 1993 | "Alright" (featuring Super Cat)                                                     | 19       | 1        | 8        | 40       | —        | Da Bomb                 |
| 1993 | "I'm Real"                                                                          | 84       | 8        | 45       | —        | —        | Da Bomb                 |
| 1994 | "Da Bomb"                                                                           | —        | 25       | 74       | —        | —        | Da Bomb                 |
| 1995 | "Tonite's tha Night"                                                                | 12       | 1        | 6        | —        | —        | Young, Rich & Dangerous |
| 1996 | "Live and Die for Hip Hop" (featuring Da Brat, Aaliyah, Jermaine Dupri & Mr. Black) | 72       | 11       | 36       | —        | —        | Young, Rich & Dangerous |

## Filmografía
- Who's the Man? (1993) - como Micah / Karim[19]

## Enlaces
- Kriss Kross en AllMusic
- Kris Kross en Internet Movie Database
- One Life Entertainment Web oficial de Chris Smith
- Kris Kross en Legacy Recordings

- Datos: Q1361074